# Project Euler
Project Euler (pojmenované podle Leonarda Eulera) je webová stránka věnující se výpočetním problémům, které jsou řešitelné pomocí počítačových programů. Projekt přitahuje zájemce o matematiku a programování. Cílem projektu je nabízet sadu problémů, na které řešitelé vymýšlejí algoritmy k vyřešení. Po vyřešení problému je možné ověřit výsledek přímo na stránkách projektu. Po kontrole správnosti odpovědi je zobrazeno fórum dělené podle jednotlivých problémů. Do fóra mají přístup jen úspěšní řešitelé.
V srpnu 2020 měl projekt více než 1 000 000 uživatelů, již vyřešili nejméně 1 z problémů. Do projektu se podle statistik zapojili lidé více než z 200 zemí. K dispozici bylo přes 700 problémů.